# Хлорид кремния(IV)
Хлори́д кре́мния(IV) (тетрахлори́д кре́мния, четырёххло́ристый кре́мний, тетрахлорсила́н) — бинарное неорганическое соединение кремния и хлора с формулой SiCl4, один из хлоридов кремния. При стандартных условиях представляет собой бесцветную летучую жидкость, дымящуюся на влажном воздухе. Соединение используется для производства кремния и диоксида кремния с высокой степенью чистоты для коммерческого применения.

## Получение
Тетрахлорид кремния обычно получают хлорированием различных соединений кремния, таких как ферросилиций, карбид кремния или смеси диоксида кремния и углерода. Способ получения из ферросилиция является наиболее распространённым в промышленности.
{\displaystyle {\ce {2Fe3Si2 + 15Cl2->[t] 2FeCl3 + 4FeCl2 + 4SiCl4 ^}}}
Поскольку тетрахлорид кремния достаточно летучий, он легко отделяется при высокой температуре от смеси хлоридов железа.
В лаборатории тетрахлорид кремния можно получить, пропуская хлор над чистым размельчённым кремнием при температуре свыше 600 ℃:
{\displaystyle {\ce {Si + 2Cl2->[t] SiCl4 ^}}}
Именно таким способом его впервые получил Якоб Берцелиус в 1823 году. Однако в данном процессе также образуются гомологичные соединения, такие как Si3Cl8 (октахлортрисилан) и Si2Cl6 (гексахлордисилан) и другие, которые можно разделить с помощью фракционной перегонки.

## Химические свойства

### Гидролиз и схожие реакции
Тетрахлорид кремния очень бурно реагирует с водой с выделением большого количества тепла, поэтому даже при контакте со слегка влажным воздухом наблюдается дымление:
{\displaystyle {\ce {x SiCl4 + y H2O -> xSiO2*(y-z)H2O + zHCl}}}
Выделяющиеся пары концентрированной соляной кислоты обладают коррозионными свойствами и сильно раздражают кожу и дыхательные пути, а выделяющиеся гидраты оксида кремния(IV) в виде аэрозоля создают задымление.
Примечательно, что гомологичное углеродистое соединение CCl4 (четырёххлористый углерод) не подвергается гидролизу в аналогичных условиях.
Со спиртами реагирует с образованием тетраалкилоксисиланов:
{\displaystyle {\ce {SiCl4 + 4ROH -> Si(OR)4 + 4HCl}}}

### Образование хлорангидридов поликремния
При достаточно высоких температурах образуются гомологи тетрахлорида кремния:
{\displaystyle {\ce {2SiCl4 + Si -> Si3Cl8}}}
Фактически само хлорирование кремния сопровождается образованием гексахлордисилана Si2Cl6 и других производных. Ряд соединений, содержащих до шести атомов кремния в цепи, можно выделить из образующейся смеси с помощью фракционной перегонки.

### Электрофильное замещение
Тетрахлорид кремния является классическим электрофильным соединением. Он образует различные кремнийорганические соединения при реакции с реактивами Гриньяра и другими литийорганическими соединениями:
{\displaystyle {\ce {SiCl4 + 4RLi -> R4Si + 4LiCl}}}
Восстановление алкилсилана гидридами приводит к образованию моносилана:
{\displaystyle {\ce {R4Si + 4H- X^+ -> SiH4 + 4XR}}}

## Применение
Тетрахлорид кремния используется в качестве промежуточного продукта при производстве поликристаллического кремния (поликремния) и сверхчистого кремния, поскольку он имеет температуру кипения, удобную для высокой очистки путём многократной фракционной перегонки. После перегонки его обычно восстанавливают сначала до трихлорсилана (HSiCl3) газообразным водородом (гидрирование) или непосредственно используют в процессе Сименса, либо дополнительно восстанавливают до силана (SiH4) и вводят в реактор с псевдоожиженным слоем.
Получаемый таким способом поликремний в больших количествах используется в фотоэлектронной промышленности в качестве пластин для обычных солнечных элементов, изготовленных из кристаллического кремния, а также в полупроводниковой промышленности.
Тетрахлорид кремния также можно использовать для получения коллоидного диоксида кремния. С этой целью тетрахлорид кремния высокой чистоты используется при производстве оптических волокон для оптоволоконных кабелей. В таком случае тетрахлорид кремния не должен содержать водородсодержащих примесей, таких как трихлорсилан. Оптические волокна изготавливаются в таких процессах, где тетрахлорид кремния окисляется до чистого оксида кремния(IV) под действием кислорода.
Тетрахлорид кремния используют в качестве сырья для изготовления кварцевого стекла.

## Опасность и токсичность
Хотя сам четырёххлористый кремний является негорючим и термически стойким веществом, он чрезвычайно бурно реагирует с водой с образованием опасных высококонцентрированных паров соляной кислоты. Поэтому пары четырёххлористого кремния очень сильно раздражают верхние дыхательные пути и слизистые оболочки.
ПДК в рабочей зоне — 1 мг/м³; ЛД50 на крысах (ингаляция) — 102 мг/кг. В соответствии с ГОСТ 12.1.007-76 тетрахлорид кремния относится ко II классу опасности.